# José González García
José González García (* 12. August 1973 in Madrid) ist ein mexikanischer Schachspieler. Seit 2018 spielt er für Spanien.
Die mexikanische Einzelmeisterschaft konnte er 1996 in Monterrey gewinnen. Er spielte für Mexiko bei sieben Schacholympiaden: 1998 bis 2006, 2010 und 2012.
Bei der FIDE-Schachweltmeisterschaft 2004 scheiterte er in der ersten Runde an Wladimir Hakobjan.
In Spanien spielte er für UGA Barcelona.
Im Jahre 1996 wurde ihm der Titel Internationaler Meister (IM) verliehen. In den Jahren 2004 und 2005 erfüllte González García drei Normen für den Titel eines Großmeisters (GM), allerdings überschritt er erst im Juli 2006 die erforderliche Elo-Zahl von 2500.
| Hier fehlt eine Grafik, die leider im Moment aus technischen Gründen nicht angezeigt werden kann. Wir arbeiten daran! |